# كوبي حسن
كوبي حسن (26 سبتمبر 1978 بنتانيا في إسرائيل - ) هو لاعب كرة قدم إسرائيلي في مركز الوسط. لعب مع مكابي نتانيا ونادي مكابي أم الفحم وHapoel Nir Ramat HaSharon F.C. ‏ وHapoel Ramat Gan Givatayim F.C. ‏ وHapoel Acre F.C. ‏ وMaccabi Herzliya F.C. ‏ وHapoel Ra'anana A.F.C. ‏ وHapoel Bnei Lod F.C. ‏ وHapoel Marmorek F.C. ‏ وMaccabi Sha'arayim F.C. ‏ وHakoah Amidar Ramat Gan F.C. ‏ وHapoel Herzliya F.C. ‏.

## وصلات خارجية
- كوبي حسن على موقع قاعدة بيانات كرة القدم.إي يو (الإنجليزية)